# 삼척고등학교
삼척고등학교(三陟高等學校)는 대한민국 강원특별자치도 삼척시 당저동에 위치한 공립 고등학교이다.

## 학교 연혁
- 1963년 2월 22일 : 6학급 설립인가
- 1963년 2월 27일 : 김연해 초대 교장 취임
- 1963년 3월 15일 : 삼척고등학교 개교, 제1회 입학식 및 개교식 거행
- 1966년 2월 15일 : 제1회 졸업식 거행(졸업생 107명)
- 1989년 3월 1일 : 삼척중고등학교병설에서 삼척중학교와 삼척고등학교로 각각 분리
- 1993년 4월 6일 : 삼척중학교 자원동 53번지의 신축교사로 이전
- 1998년 12월 24일 : 급식소 신축(면적 164.5m2)
- 2000년 12월 10일 : 봉황관(다목적실) 준공
- 2018년 5월 10일 : 삼척고등학교 개축 공사 준공식
- 2000년 12월 20일 : 특별교실 6실 준공
- 2021년 3월 1일 : 고등학교 학칙변경인가 15학급
- 2024년 3월 1일 : 제20대 김도현 교장 부임
- 2025년 1월 10일 : 제60회 졸업식(졸업생 총 15,222명)
- 2025년 3월 4일 : 2025학년도 입학생 119명

## 참고 자료
- 삼척고등학교 - 한국교육학술정보원 학교알리미